# Pivovar Moravia
Pivovar Moravia je český minipivovar, který sídlí v Medlánkách v Brně. Je součástí skupiny Czech Craft Beers. Založen byl v roce 2016 a svou značkou navazuje na stejnojmenný brněnský pivovar, který fungoval v letech 1894–1933.

## Historie

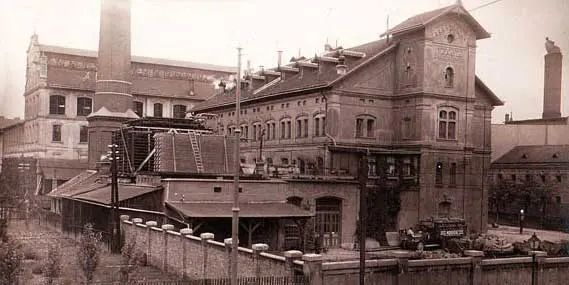
Areál pivovaru Moravia na přelomu 19. a 20. století

V roce 1894 založili bratři Samuel a Bernhard Morgensternové vedle sladovny na tehdejším severním okraji Brna pivovar Morgenstern. Nacházel se ve čtvrti Veveří, v prostoru mezi dnešními ulicemi Štefánikovou, Dřevařskou, Hoppovou a Kotlářskou a byl od počátku tramvajovou vlečkou napojen na brněnskou tramvajovou síť. Roku 1898 byla založena akciová společnost Moravia Bränerei und Malzfabriks Actien Gesellschaft in Brünn, která jej dále provozovala. Pivovar Moravia patřil největším na Moravě, již na konci 19. století vařil skoro 85 tisíc hektolitrů ročně a v jeho nejlepším období činil výstav 200 tisíc hektolitrů. Roku 1924 koupila společnost Moravia pivovar v Jehnicích a pivovar v Rájci. Kvůli finančním problémům a klesající výrobě se ale během velké hospodářské krize dostala do obtíží. Část akcií nakonec v roce 1933 převzal starobrněnský pivovar a výroba piva byla v Moravii zastavena (dceřiné pivovary v Jehnicích a Rájci fungovaly dále). Tehdy byl také zastaven provoz vlečky, elektrifikované v roce 1908. Areál byl posléze zastavěn, z pivovaru se dochovala pouze budova sladovny (součást komplexu Kotlářská 51a), v 90. letech 20. století přestavěná na komerční centrum s restaurací, obchody a kancelářemi.
V roce 2016 uvařili majitelé minipivovaru Lucky Bastard, tehdy sídlícího v budově sladovny původního pivovaru Moravia, první pokusnou várku spodně kvašeného piva. Pro jeho řádnou výrobu obnovili značku Pivovar Moravia a roku 2017 přestěhovala společnost Czech Craft Beers, její nový majitel, výrobu Moravie do nově vybudovaného pivovaru v Kytnerově ulici v Medlánkách, kde vznikl z části bývalého panského dvora. Do medláneckého pivovaru (s maximální kapacitou 10 tisíc hektolitrů ročně) byla roku 2020 přesunuta i značka Lucky Bastard.

## Vyráběná piva
Pivovar Moravia se zaměřuje na spodně kvašená piva (ležáky českého typu). V roce 2024 vyráběl čtyři druhy piva:
- Jošt 10 (světlé výčepní)
- Punkevní 11 (světlý ležák)
- Rathausbier 11 (světlý ležák)
- Kluzák 11 (světlý ležák)

Kromě uvedených vyráběl pro různé příležitosti (např. Zelený čtvrtek, svatý Martin, aj.) také různé speciály. Mezi již nevyráběná piva patřil v roce 2024 např. Petrov 12 (světlý ležák).